# RISC-V

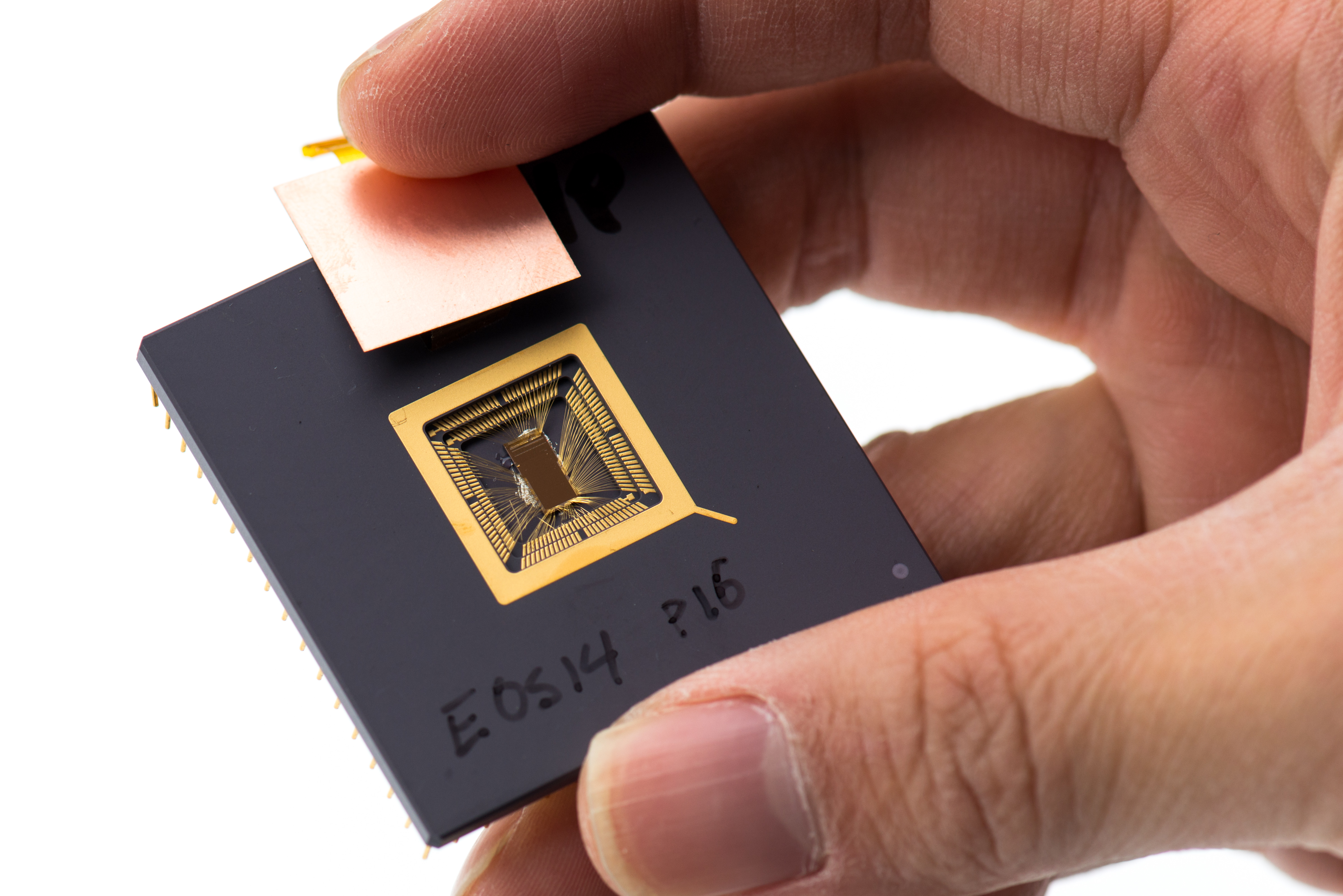
Prototyp čipu s RISC-V v roce 2013

RISC-V (výslovnost [ˌrisk ˈfaiv]; V je římská číslice 5) je otevřená instrukční sada z rodiny RISC. Je vyvíjena od roku 2010 na Kalifornské univerzitě v Berkeley. Původně šlo o “tříměsíční projekt”, který měl vytvořit novou otevřenou instrukční sadu (architekturu) na základě existujících technologií a překonat tak omezení související s proprietárními architekturami, mezi něž patří:
- Patentová ochrana – vyšší náklady
- Provázanost mezi vlastnictvím architektury a návrhem procesorů – nemožnost změny dodavatele
- Složitost mnoha architektur – často zbytečná
- Architektura může zaniknout zároveň se společností, která ji vlastní – riziko v čase

Na rozdíl od starších projektů majících rovněž za cíl vytvářet procesory jako otevřený hardware (např. DLX a OpenRISC) je RISC-V navržen pro široké použití od vestavěných systémů přes mobilní telefony až po cloudové počítače, tedy s důrazem na výkon i na spotřebu.
Instrukční sada RISC-V je od počátku otevřená, nicméně velký komerční zájem vedl v roce 2015 k založení oficiální neziskové organizace RISC-V Foundation, jejímž cílem bylo podpořit počáteční přijetí RISC-V a dále tuto instrukční sadu udržovat a rozvíjet. Původní autoři a vlastníci se vzdali svých práv ve prospěch organizace. RISC-V Foundation měla 36 zakládajících členů a svými členy je nadále řízena. V roce 2020 došlo k transformaci na mezinárodní sdružení RISC-V International, které sídlí ve Švýcarsku a je zodpovědné za další vývoj architektury RISC-V.

## Softwarová podpora

### FreeBSD
Z operačních systémů ohlásilo podporu jako první FreeBSD. To podporuje RISC-V od verze 11.0 z října 2016.

### Debian
Začátkem dubna 2018 byl po zhruba roce příprav oficiálně založen port operačního systému-linuxové distribuce Debian na 64bitovou variantu RISC-V.

### Ubuntu
28. května 2024 oznámila firma Canonical verzi operačního systému Ubuntu pro jednodeskové počítače Milk-V Mars se čtyřjádrovými procesory RISC-V s jádry StarFive JH7110 až na 1,5 GHz, první výkonný procesor RISC-V s operační pamětí až 8GiB LPDDR4 a grafickým procesorem Imagination BXE-4–32.

#### Ubuntu 25.10
Počínaje Ubuntu verze 25.10 ukončuje Canonical prakticky veškerou podporu stávajícího hardwaru RISC-V a zaměří se místo toho na budoucí hardware RISC-V. Takže od tohoto vydání se Ubuntu soustředí pouze na základní profil RISC-V RVA23, zatímco dosud podporuje jako základní profil RVA20, které se obešlo bez nutnosti vektorových instrukcí.
Tento vyšší základní profil, RVA23, vyžaduje řadu rozšíření instrukčního souboru (a komplexnost návrhu čipů), které zatím žádný existující hardware nepodporuje, což činí z verze 25.10 fakticky čistý zlom pro veškerý existující hardware RISC-V. Jinými slovy, pokud dnes používáte Ubuntu na hardwaru RISC-V, nebudete moci upgradovat na verzi 25.10 nebo vyšší.

### Fedora
V únoru 2025 bylo oznámeno, že distribuce Fedora operačního systému Linux, začala oficiálně podporovat architekturu RISC-V, podobně jako byli dříve podporovány distribuce Ubuntu a Debian.

### Další systémy
Mezi další operační systémy, které podporují RISC-V, patří FreeRTOS a ThreadX. Dále pak CentOS, který cílí speciálně na desku SiFive HiFive Premier P550.

## Vlastnosti
Instrukční sada RISC-V má několik specifik. Předně nestanovuje žádnou konkrétní mikroarchitekturu ani licenční model, je vysoce modulární a díky podpoře RISC-V International nezávislá na konkrétním dodavateli.
Na rozdíl od podobných projektů, které se zaměřují na otevřený hardware, RISC-V stanoví pouze instrukční sadu (ISA); mikroarchitektura záleží na konkrétní implementaci a nemá žádná omezení daná standardem RISC-V.
Vývojáři procesorových jader založených na RISC-V si navíc mohou zvolit libovolný licenční model. Někteří používají komerční licence, jiní otevřené (viz dále).

Proprietární a otevřené implementace architektury RISC-V

Nejdůležitější vlastností instrukční sady RISC-V je však její univerzálnost. Tvůrci měli na paměti, že různé aplikace vyžadují různou složitost architektury, proto vytvořili vysoce modulární standard: Základní instrukční sada RISC-V je velmi minimalistická (pouze 49 instrukcí pro 32bitový procesor) a nabízí množství volitelných standardních rozšíření. Navíc je k dispozici dobře definovaná možnost vytvořit si vlastní, nestandardní instrukce podle potřeby.

Typy RISC-V instrukcí

Ukazuje se, že přidání vhodných vlastních instrukcí představuje velmi výhodnou cestu ke zvýšení výkonu procesoru.

## Implementace

### Komerčně licencovaná jádra RISC-V
- Andes Technology Corporation nabízí několik různých sérií jader s volitelným rozšířením instrukční sady, včetně možností pro návrh vícejádrových systémů[18]:
  - Série N(X) zahrnuje jak 32bitová jádra (N), tak i 64bitová (NX). Délka pipeline (zřetězené linky) je různá, od dvoustupňové u jádra N22 až po osmistupňovou u N45. Jádro NX27V podporuje vektorové rozšíření RISC-V neboli sadu “V”[19].
  - Série D(X) nabízí jádra s instrukční sadou “P”, která podporuje operace SIMD, a na výběr jsou opět jádra 32bitová (D) i 64bitová (DX).
  - Série A(X) se zaměřuje na aplikační procesorová jádra s podporou Linuxu a délkou pipeline od pěti do osmi stupňů. Dále nabízí podporu operací s plovoucí desetinnou čárkou a jednotku pro správu paměti (MMU).
- Původem česká společnost Codasip s.r.o. (dnes součást skupiny Codasip GmbH) v lednu 2016 uvedla na trh historicky první komerční jádro založené na RISC-V (Codix)[20] a dnes má v nabídce několik sérií vestavěných i aplikačních procesorových jader RISC-V. Jádra od Codasipu jsou navržena v proprietárním jazyce CodAL[21] a firma je vyvíjí s pomocí patentované technologie a vlastního návrhového nástroje zvaného Codasip Studio.
  - Série L nabízí minimalistická 32bitová jádra s nízkou spotřebou, pipeline o délce tří nebo pěti stupňů a volitelným rozšířením pro operace s plovoucí desetinnou čárkou.
  - Série H nabízí 64bitová vestavěná jádra s vysokým výkonem. Volitelně je opět k dispozici rozšiřující sada pro operace s desetinnou čárkou.
  - Série A obsahuje 64bitová jádra, která podporují Linux a lze je rozšířit o instrukční sadu “P”. Jádra mají sedmistupňovou pipeline, podporu operací s desetinnou čárkou (FPU) a správu paměti (MMU). Verze jader rodiny A s příponou -MP navíc obsahují cache (vyrovnávací paměti) L1 a L2 a nabízejí podporu pro vícejádrový systém o maximálním počtu čtyř jader[22].
  - Jádro uRISC-V, které je součástí nástroje Codasip Studio, slouží ke vzdělávacím a výukovým účelům[23].

- Společnost SiFive začala prodávat v květnu 2017 jednodeskový počítač kompatibilní s Arduinem a postavený na RISC-V procesoru Freedom E310. Táž společnost oznámila v říjnu 2017 dokončení návrhu čtyřjádrového 64bitového procesoru U54-MC Coreplex, který je navržen pro taktovací kmitočet 1,5 GHz a na kterém bude možné spustit plnohodnotný desktopový operační systém, například Linux.[24][25] V únoru 2018 tato společnost spustila prodej jednodeskového počítače HI-Five Unleashed.[26] Společnost SiFive momentálně nabízí tři hlavní řady produktů:
  - Série E zahrnuje 32bitová vestavěná jádra s dvou- až osmistupňovou pipeline. Nejpokročilejší z této série je čtyřjádrový procesor E76-MC.
  - Série S zahrnuje 64bitová vestavěná jádra s dvou- až osmistupňovou pipeline. Nejpokročilejší z této série je S76-MC.
  - Série U představuje nabídku 64bitových aplikačních jader o délce pipeline 5–12 stupňů. Varianty U54 a U74 jsou k dispozici ve vícejádrové verzi.  Superskalární jádro U84 nabízí nejvyšší výkon z této série[27].
  - Intelligence X280 je aplikační jádro odvozené ze série U, které navíc podporuje vektorové rozšíření „V“[28].
  - Společnost SiFive oznámila výkonné jádro P870, které je podle společnosti o 50% vyšší výkon jednoho vlákna v  SPECint2006. Jádry předchozí generace jsou jádra P650 a P670. Nové jádro umožňuje SoC procesory s maximálně až 32 CPU jádry.[29]
- Společnost MIPS Technologies od roku 2021 vyvíjí komerčně licencovaná jádra, která jsou založena na otevřené architektuře RISC-V. Tedy architektura je otevřená, ale konkrétní implementace od MIPS jsou komerčně licencovaná IP jádra, i když jsou postavená na jinak otevřené RISC-V.[30] Výrobce čipů GlobalFoundries koupila v roce 2025 firmu MIPS.[31][32]

### Otevřená jádra RISC-V
- Kalifornská univerzita v Berkeley vyvinula řadu procesorových jader RISC-V s využitím jazyka Chisel:
  - 64bitové jádro Rocket[33] vhodné pro kompaktní zařízení s nízkou spotřebou, jako je přenosná osobní elektronika.
  - 64bitové superskalární jádro Berkeley Out of Order Machine (BOOM)[34] s instrukční sadou RV64GC, určené jak pro osobní počítače, tak i pro superpočítače a databázové servery.
  - Pět návrhů 32bitového procesoru Sodor[35], které slouží primárně pro studentské projekty.
- PULPino (Riscy a Zero-Riscy), projekt Spolkové vysoké technické školy v Curychu / Boloňské univerzity[36]. Jádra PULPino implementují jednoduchou instrukční sadu RV32IMC pro mikrokontroléry (Zero-Riscy) nebo výkonnější sadu RV32IMFC s rozšířením pro zpracování digitálního signálu (DSP).
- Společnost Western Digital vyvinula několik vlastních RISC-V jader pod názvem SweRV Cores a poskytla je volně pod otevřenou licencí prostřednictvím CHIPS Alliance. Komerční podporu těchto jader poskytuje ve spolupráci s Codasipem[37]. Jádra SweRV cílí na výkonné vestavěné systémy a implementují základní sadu RV32IMC:
  - SweRV Core EH1 je dvouvláknové superskalární jádro s devítistupňovou pipeline.
  - SweRV Core EH2[38] je superskalární jádro se dvěma hardwarovými vlákny a devítistupňovou pipeline.
  - SweRV Core EL2 je minimalistické jednovláknové jádro se čtyřstupňovou pipeline.

## Počítače s procesory RISC-V

### DeepComputing DC-ROMA RISC-V Pad II
Dne 20. srpna 2024 oznámila hongkongská společnost DeepComputing uvedení tabletu DC-ROMA RISC-V Pad II, s až osmijádrovými procesory RISC-V typu SpacemiT Key Stone K1. Procesor je typu SoC s výkonem jednoho jádra CPU až o 30% vyšší než ARM Cortex A55, s GPU BXE-2-32 a až 16 GiB operační paměti, eMMC 5.1 potom má 64 nebo 128 GB. Tablet podporuje externí klávesnici. Dodává se s předinstalovaným Ubuntu 24.04, které cílí na vývojáře.

### DeepComputing DC-ROMA RISC-V Laptop II
Dne 5. srpna 2024 oznámila společnost DeepComputing uvedení laptopu (notebooku) DC-ROMA RISC-V Laptop II, s až osmijádrovými procesory RISC-V typu SpacemiT Key Stone K1, které mají výkon o 30% vyšší než ARM Cortex A55. Procesor je typu SoC s až 16 GiB operační paměti, eMMC 5.1 potom má 64 nebo 128 GB, a s předinstalovaným Ubuntu 23.10, s předinstalovaným GCC 13.2.0, dále GNU Make 4.3, dále Python 3.11.6. Také je možno stáhnout Node.js V18.13.0, dále Docker V24.0.7, a Clang V16.0.6. Laptop cílí zejména na vývojáře.

### DeepComputing DC-ROMA II
Na podzim roku 2022 přišla společnost DeepComputing s notebookem DC-ROMA, s procesorem typu SoC T-Head TH1520 se čtyřmi jádry XuanTie C910, který byl určen zejména pro vývojáře a který se brzy vyprodal. Proto firma DeepComputing přišla s novým notebookem DC-ROMA II s osmijádrovým RISC-V procesorem typu SoC SpacemiT K1, s taktem CPU až 2 GHz, GPU podporuje standardy OpenGL ES 3.2, OpenCL 3.0, Vulkan 1.2, a VPU může operovat s grafickými standardy H.265, H.264, VP9 a VP8, při schopností kódování/dekódování do rozlišení 4K, s NPU AI Fusion Computing Engine (s výkonem 2 TOPS), s operační pamětí (RAM) až 16 GiB LPDDR4X, s úložištěm SSD o kapacitě 1 TB, s LCD s úhlopříčkou 14.1", který má rozlišení 1920 x 1080 pixelů. Počítač je také vybaven porty 2x USB typ-C, 2x USB 3.0 typ-A, microSD čtečku, sluchátkovým jackem a osmipinovým vývojářským konektorem. Dále je také vybaven bezdrátovými připojeními Wifi a Bluetooth. Pro přenos obrazu se místo konektoru HDMI používá USB typ-C. Na tomto počítači je předinstalován operační systém Ubuntu 23.10

### Sipeed LicheeBook4A
Parametry počítače LicheeBook4A jsou odvozeny od použitého SoM (System-On-Module), a ty jsou následující. CPU je čtyřjádro Alibaba T-Head RISC-V Xuantie C910 na frekvenci 2.5 GHz, GPU je Imagination Technologies BXM-4-64 (s podporou OpenGL ES 3.0/3.1/3.2, OpenCL 1.1/1.2/2.0, Vulkan 1.1/1.2), dále NPU s výkonem 4 TOPS, dále VPU. Použité paměti jsou RAM 8 GiB nebo 16 GiB, a SSD 32 GB nebo 128 GB, LCD 14.1" s rozlišením 1920 x 1080 pixelů. Počítač je také vybaven porty 1x USB 3.0 typ-A, 1x USB 3.0 typ-C a 1x USB 2.0 typ-A. Dále je také vybaven bezdrátovými připojeními Wifi a Bluetooth. Operační systém je Linux. Hmotnost notebooku je 1,3 kg.

## Jednodeskové počítače s procesory RISC-V

### OrangePi RV2
OrangePi RV2 poskytuje působivý výkon v  levném a energeticky úsporném provedení. Tato platforma je poháněna osmijádrovým SoC (systém na čipu) KY-X1 s podporou RVA22 a vektorovým rozšířením. Také obsahuje akcelerátor umělé inteligence o výkonu 2 TOPS, což znamená, že dokáže provádět náročné výpočetní operace bez nutnosti připojení k internetu. OrangePi RV2 v průměru dosahuje výrazně vyššího výkonu než VisionFive 2.
Dostupnost vývojářských obrazů Ubuntu znamená, že uživatelé OrangePi RV2 mohou čerpat z nejnovějších open source nástrojů z ekosystému Ubuntu (software dodávaný s Ubuntu a s ním kompatibilní) a zároveň těžit z robustnosti a stability, kterou Ubuntu přináší do nových typů použití.
Kombinace osmijádrového výkonu, akcelerace umělé inteligence a prostředí Ubuntu u OrangePi RV2 otevírá řadu možností:
- Vzdělávání a prototypování: Využijte sílu dostupné platformy RISC-V k výuce výpočetních konceptů nové generace a umožněte rychlý vývoj konceptů.

- Strojové učení na okraji sítě: Přenese výsledky umělé inteligence akcelerované 2 TOPS pro rychlé zpracování dat a rozhodování v reálném čase v průmyslových a spotřebitelských aplikacích.

## Desky s procesory RISC-V

### DeepComputing Framework Laptop 13
Hongkongská firma DeepComputing nabízí pro notebooky jménem "Framework" Laptop 13 základní desku s procesory SoC StarFive JH7110 se čtyřmi RISC-V jádry U74 a 8GiB RAM, dále 64GB SD kartou, ale lze osadit eMMC. Připojení lze realizovat prostřednictvím WiFi adaptéru Intel 6E AX210. Deska dále obsahuje čtyři porty USB Type-C, z nichž dva podporují 60W Power Delivery 3.0 a jeden i DisplayPort 1.4. Jako operační systém nabízí výrobce buď předinstalovaný Fedora Linux 41 nebo Ubuntu Desktop 24.04. Společnost DeepComputing nyní přijímá objednávky na základní desky DC-ROMA. 6. února 2025 byla oznámena opětná dostupnost této základní desky pro notebooky Framework Laptop 13 i speciální skříň (šasi).

### Milk-V Jupiter
V červenci 2024 čínská společnost Milk-V (vyslovte zhruba jako Milky Way) představila základní desku Jupiter. Deska je ve formátu mini-ITX a má běžný 24pinový ATX konektor, jako na jakékoliv jiné základní desce. Je osazena integrovaným procesorem architektury RISC-V konfigurace SoC, buď typu SpacemiT K1 na 2 GHz, nebo SpacemiT M1 na 1.6 GHz. Operační paměť (RAM) má velikost 4, 8 nebo 16 GiB LPDDR4X. GPU je Imagination Technologies IMG BXE-2-32 podporující standardy Vulkan 1.3, OpenGL ES 3.x/2.0/1.1, OpenCL 3.0, EGL 1.5, a dále neuronový akcelerátor (NPU) má výkon 2 TOPs. SSD úložiště je typu M.2 NVMe a eMMC, dále je k dispozici MicroSD slot. Dále jsou dispozici metalické porty 2x USB 3 typ-A, 2x USB 2 typ-A, 1x USB 2 typ-C, HDMI a zvukový vstup/výstup (jack). Také je k dispozici slot PCIe 2.0 x8. Pro síťovou komunikaci může sloužit 2x Gigabit RJ45 port s podporou PoE, pro bezdrátovou komunikaci potom Wi-Fi 6, Bluetooth 5.2.

## Historie

### Reakce konkurence RISC-V
Holding ARM, významný designér procesorů a software, spustil v červenci 2018 PR kampaň mířící proti architektuře RISC-V; ta se snaží v pěti bodech potenciálním zákazníkům vysvětlit, jak riskantní volbou je pro ně RISC-V oproti ARMu.

### Reakce ze strany RISC-V
Vícero významných výrobců čipů aktuálně ohlásilo iniciativu, jejímž cílem je podpora prosazení procesorové architektury RISC-V. Za novou iniciativou jsou spoločnosti Robert Bosch, Infineon Technologies, Nordic Semiconductor, NXP Semiconductors a Qualcomm.